# ويليام إيفان برايس
ويليام إيفان برايس هو سياسي كندي، ولد في 17 نوفمبر 1827 في كندا، وتوفي بنفس المكان في 12 يونيو 1880. حزبياً، نشط في حزب كندا المحافظ والحزب الليبرالي الكندي. وقد انتخب عضو الجمعية الوطنية في كيبك ‏ وانتخب عضو مجلس العموم الكندي.